# هفته جهانی ایمن‌سازی

هفته جهانی ایمن‌سازی (انگلیسی: World Immunization Week) یک پویش بهداشت جهانی برای افزایش آگاهی و نرخ ایمن‌سازی در برابر بیماری‌های قابل پیشگیری با واکسن است. این برنامه، سالانه و در هفتهٔ پایانی آوریل برگزار می‌شود.
ایمن‌سازی می‌تواند افراد را از ۲۵ عامل مختلف عفونی و بیماری، از نوزادی تا سالمندی، محافظت کند. سازمان جهانی بهداشت تخمین می‌زند که ایمن‌سازی فعال می‌تواند سالانه از مرگ و میر ۲ تا ۳ میلیون نفر جلوگیری کند. با این حال، میلیون‌ها کودک از واکسن‌های اساسی بهره‌مند نیستند که بیشتر آن‌ها در کشورهای در حال توسعه قرار دارند. پوشش کم ایمن‌سازی می‌تواند ناشی از منابع محدود، رقابت اولویت‌های بهداشتی، مدیریت ضعیف نظام سلامت و نظارت ناکافی باشد. هدف هفتهٔ جهانی ایمن‌سازی، آگاهی‌افزایی این موضوع است که ایمن‌سازی می‌تواند جان افراد را حفظ کند و از مردم در برابر بیماری‌های کشنده محافظت نمایند که این موضوع می‌تواند با توزیع واکسن برای آنان تحقق یابد.
تلاش‌ها در کشورها و مناطق مختلف برای برگزاری بزرگداشتی برای آگاهی از ایمن‌سازی، منجر به ایجاد هفتهٔ جهانی ایمن‌سازی شد. هفتهٔ جهانی ایمن‌سازی یکی از ۱۱ پویش و کارزار رسمی سازمان جهانی بهداشت است. این رویدادها شامل روز جهانی بهداشت، روز جهانی اهدای خون، روز جهانی بدون دخانیات، روز جهانی سل، روز جهانی مالاریا، روز جهانی ایمنی بیمار، روز جهانی هپاتیت، هفتهٔ جهانی آگاه‌سازی داروهای آنتی میکروبیال، روز جهانی بیماری شاگاس و روز جهانی ایدز هستند.

## پیشینه

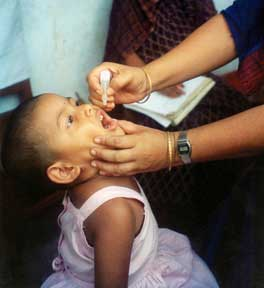
کودکی که در برابر فلج اطفال واکسینه می‌شود

مجمع جهانی بهداشت در نشستی که می ۲۰۱۲ برگزار شد هفتهٔ جهانی ایمن‌سازی را تأیید کرد. پیش از آن، رویدادهایی مشابه با هفتهٔ جهانی ایمن‌سازی در نقاط مختلف جهان و در زمان‌های متفاوت برگزار می‌شد. هفتهٔ جهانی ایمن‌سازی برای نخستین بار در سال ۲۰۱۲ و با مشارکت بیش از ۱۸۰ کشور جهان برگزار شد.